# Escholzmatt

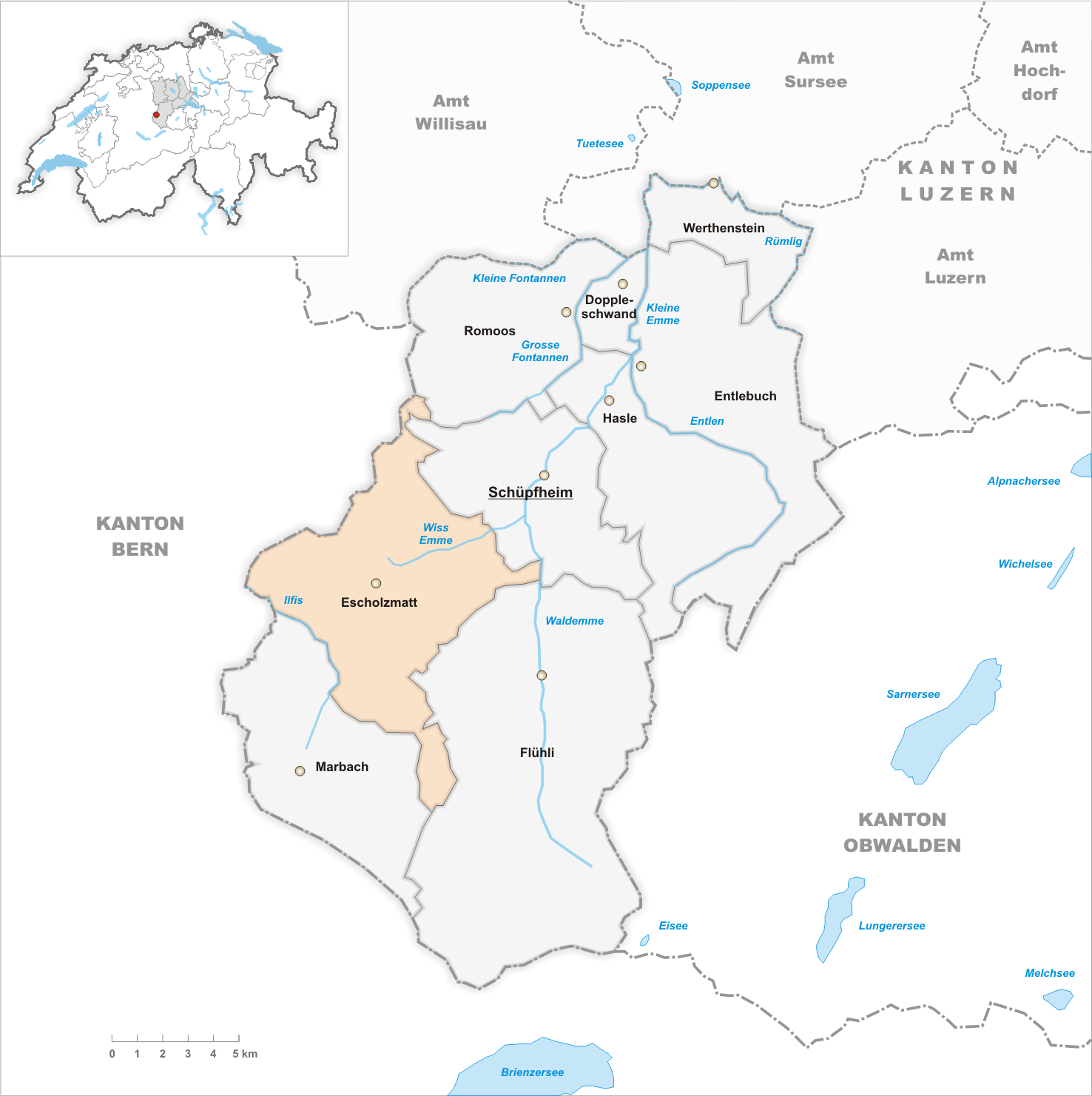
Gemeindestand vor der Fusion am 31. Dezember 2012

Escholzmatt (lokal Äschlismatt genannt) ist ein Ortsteil der Gemeinde Escholzmatt-Marbach und war bis zum 31. Dezember 2012 eine eigenständige politische Gemeinde im Amt Entlebuch des Kantons Luzern in der Schweiz. Am 1. Januar 2013 fusionierte Escholzmatt mit Marbach zur Gemeinde Escholzmatt-Marbach.

## Geographie

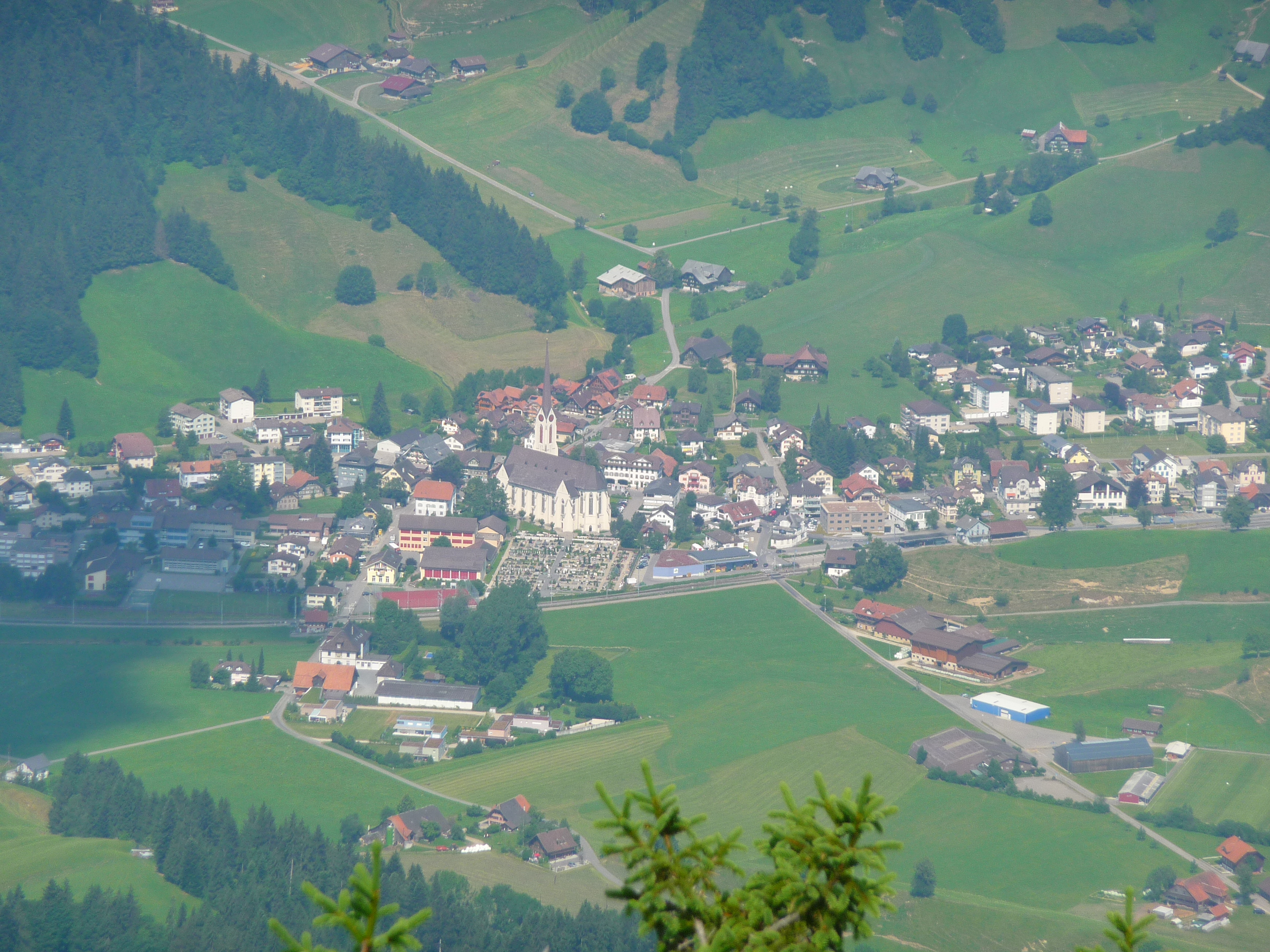
Escholzmatt, Blick vom Hausberg Beichlen

Escholzmatt war mit 61,3 km² flächenmässig die zweitgrösste Gemeinde im Kanton Luzern. Der südlichste Punkt der ehemaligen Gemeinde befindet sich auf der Schrattenfluh (2091 m ü. M.), der nördlichste beim Brüggschwändili in der Nähe von Bramboden, der westlichste beim Weiler Dürrenbach an der Kantonsgrenze Luzern/Bern und der östlichste in der Lammschlucht.
Zur ehemaligen Gemeinde gehört auch der Ortsteil Wiggen (1,3 km südwestlich vom Dorf; 788 m ü. M.) am Zusammenfluss von Äschlisbach (von Nordosten her kommend) und Ilfis (von Süden her kommend).
Nordöstlich des Dorfs liegt der Ortsteil Feldmoos (1 km entfernt; 810 m ü. M.). Durch diesen fliesst die Weissemme, die kurz vor dem nordöstlich davon liegenden Weiler Lehn (1,5 km vom Dorf entfernt; 786 m ü. M.) den Äbnitbach von rechts aufnimmt und dann dem Weiler Tellenbach (2,3 km nordöstlich des Dorfs; 750 m ü. M.) zustrebt.
Escholzmatt liegt an der Wasserscheide zwischen Bern und Luzern. Ein Teil der Bäche fliesst in die Ilfis und somit in die Emme ins Emmental. Der andere Teil fliesst in die Weissemme, die dann wiederum in die Kleine Emme mündet. Die Gemeinde ist zwar wirtschaftlich eindeutig nach Luzern ausgerichtet, neigt sich auf der Südwestseite aber auch gegen die bernische Nachbarschaft.
Von der ehemaligen Gemeindefläche von mehr als 61 km² ist die Hälfte (49,9 %) landwirtschaftliche Nutzfläche. Fast ebenso viel ist mit Wald und Gehölz bedeckt (44,2 %). Nur 3,1 % der flächenmässig grossen ehemaligen Gemeinde sind Siedlungsfläche.
Escholzmatt grenzte an Flühli, Marbach, Romoos und Schüpfheim im Kanton Luzern und an die Gemeinde Trub im Kanton Bern.

## Geschichte

Luftbild aus 500 m von Walter Mittelholzer (1922)

Die Besiedlung des Amts Entlebuch erfolgte im Vergleich zu anderen Regionen verhältnismässig spät. Die älteste urkundlich erhaltene Nennung des Ortsnamens als askolvismatten datiert auf das Jahr 1160.
Das ehemalige Gemeindewappen zeigt einen Turm auf grünem Dreiberg mit flankierenden Kreuzen. Es erinnert an die ehemalige habsburgische Herrschaft und stützt sich auf eine Burgfeste, die entweder auf dem Hinderchnubel oder in Wiggen stand. Die Kreuze stellen den Bezug zu den Deutschrittern von Sumiswald her.
Als nach dem Ende des Dreissigjährigen Krieges die Wirtschaft einbrach, wehrten sich die Entlebucher gegen die strenge städtische Herrschaft. In diesem Bauernkrieg von 1653 war der Escholzmatter Christian Schybi der militärische Führer. Als der Aufstand im Entlebuch und Emmental kläglich scheiterte, bezahlte Schybi seine Führungsrolle mit dem Leben. Ein Denkmal auf dem Dorfplatz hält das Andenken an Christian Schybi und Hans Emmenegger, einen seiner Mitstreiter, wach.
Ein weiteres Denkmal, das auf der Wasserscheide der Kleinen und der Grossen Emme liegt, erinnert an Franz Joseph Stalder (1757–1833), einen ehemaligen Pfarrer von Escholzmatt. Er gilt als wichtige Persönlichkeit der Schweizer Kulturgeschichte und als Begründer der deutschschweizerischen Dialektologie. Ihm ist auch ein Brunnen bei der Pfarrkirche gewidmet.
18 von 20 Personen, die am 12. Oktober 1944 bei einem Schiffsunglück auf dem Vierwaldstättersee ertranken, stammten aus der Gemeinde Escholzmatt.

## Bevölkerung
| Bevölkerungsentwicklung | Bevölkerungsentwicklung |
| Jahr                    | Einwohner               |
| ----------------------- | ----------------------- |
| 1850                    | 3348                    |
| 1860                    | 3075                    |
| 1900                    | 3127                    |
| 1941                    | 3518                    |
| 1950                    | 3509                    |
| 1960                    | 3257                    |
| 1980                    | 3033                    |
| 1990                    | 3083                    |
| 2000                    | 3229                    |
| 2005                    | 3274                    |
| 2007                    | 3153                    |

In der zweiten Hälfte des 19. Jahrhunderts sank die Bevölkerungszahl – im Gegensatz zu anderen abgelegenen Landgemeinden – mit der Ausnahme des Jahrzehnts zwischen 1850 und 1860 (1850–1860: −8,2 %) nur wenig (1850–1900: −6,6 %). Anschliessend folgte bis 1941 eine Zeit andauernden Bevölkerungswachstums (1900–1941: +12,5 %). Dies war das Jahr mit dem absoluten Bevölkerungshöchststand zwischen 1850 und heute. Von 1950 bis 1980 ging die Einwohnerzahl wieder stark zurück (1950–1980: −13,8 %). In den Neunzigerjahren folgte der (bisher) letzte Bevölkerungsanstieg. Seither stagniert die Zahl der Bewohner bei etwas über 3200 Personen.

### Sprachen
Die Bevölkerung benutzt als Alltagssprache eine hochalemannische Mundart. Die Unterschiede zwischen dem örtlichen Dialekt und dem der Stadt Luzern sind allerdings beträchtlich. Bei der letzten Volkszählung im Jahr 2000 gaben 95,04 % Deutsch, 1,73 % Albanisch und 0,96 % Serbokroatisch als Hauptsprache an.

### Religionen – Konfessionen

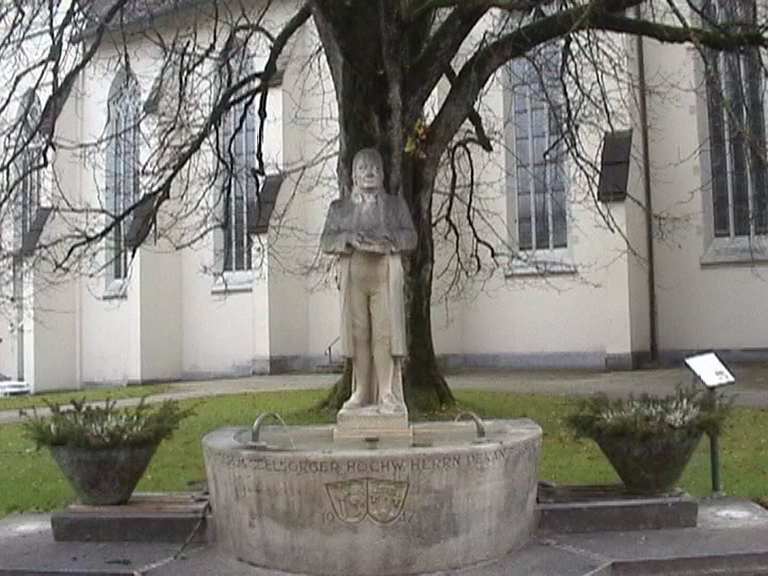
Pfarrer-Stalder-Brunnen in Escholzmatt

Früher war die gesamte Bevölkerung Mitglied der römisch-katholischen Kirche. Weniger durch Kirchenaustritte – im heute noch recht strenggläubigen Entlebuch – als durch Zuwanderung aus anderen Regionen der Schweiz und dem Ausland hat sich dies geändert. Mit Stand 2000 gab es 78,41 % römisch-katholische, 10,96 % evangelisch-reformierte, 0,93 % orthodoxe und 0,53 % freikirchliche Christen. Daneben fanden sich 2,45 % Muslime, 1,64 % Konfessionslose und 1,15 % Angehörige anderer nichtchristlicher Bekenntnisse (meist Hindus). Die Muslime sind herkunftsmässig Albaner aus dem Kosovo und wenige Bosniaken; die Orthodoxen Serben und Montenegriner und die Hindus Tamilen aus Sri Lanka.

### Herkunft und Nationalität
Ende 2006 waren von den 3162 Einwohnern 2978 Schweizer und 184 (5,8 %) Ausländer. Die Volkszählung 2000 ergab 91,24 % (einschliesslich Doppelbürger 92,01 %) Schweizer Staatsangehörige. Die grössten Einwanderergruppen kommen aus Serbien-Montenegro (4,43 %; mehrheitlich Albaner, aber auch viele Slawen), Sri Lanka (1,64 % einschliesslich Doppelbürger) und Deutschland (0,74 % einschliesslich Doppelbürger).

### Persönlichkeiten
Söhne und Töchter des Dorfs und Personen, die in Escholzmatt gewirkt haben:
- Johannes Comander (1484–1557), Pfarrverweser 1512–1521 und Pfarrer 1521–1523
- Maria Herrmann-Kaufmann (1921–2008), Kunstmalerin
- Franz Stadelmann (* 1942), Volksmusikant
- Stefan Wiesner (* 1961), Koch
- David Meier (* 1985), Jazz- und Improvisationsmusiker

## Wirtschaft
Von den Erwerbstätigen (2005) arbeiten 36,6 % in der Landwirtschaft, 36,8 % in Gewerbebetrieben und 26,6 % im Dienstleistungsbereich.

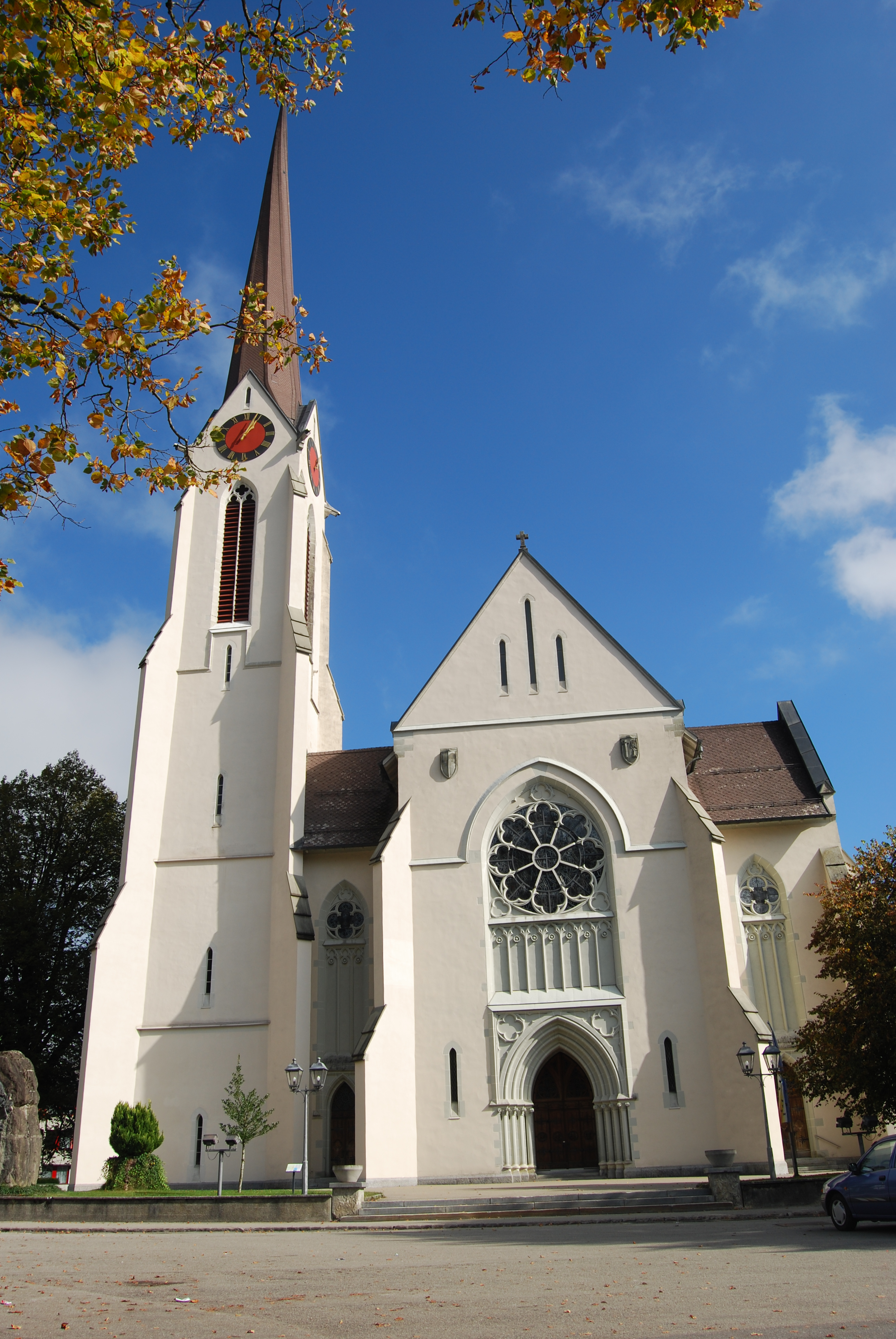
Pfarrkirche St. Jakob in Escholzmatt. Links unten auf dem Bild lässt sich der Schybi-Stein erkennen.

## Verkehr
Das Dorf liegt an der Bahnlinie Luzern–Bern und hat eine eigene Haltestation. Der Ortsteil Wiggen hatte eine weitere Haltestelle an der gleichen Bahnlinie, diese wurde im Jahr 2011 wegen mangelnder Rentabilität eingestellt.
Wiggen wird von einem Postautokurs erreicht: Vom Dorf aus verkehrt ein Postauto Richtung Süden (Escholzmatt–Wiggen–Marbach–Schangnau–Kemmeriboden) und erschliesst so weitere Gemeinden mit öffentlichen Verkehrsmitteln.
Sowohl Escholzmatt wie Wiggen liegen an den Strassen (Luzern–)Wolhusen–Bern wie (Luzern–)Wolhusen–Thun. Die nächstgelegenen Autobahnanschlüsse sind mehr als 40 km entfernt.

## Sehenswürdigkeiten
Das Dorf Escholzmatt ist als Ortsbild von nationaler Bedeutung eingestuft. Besonders erwähnenswert sind die grosse neugotische Pfarrkirche St. Jakob und das Mettlenquartier. Speziell ist auch der Schybi-Stein, welcher vor der Dorfkirche steht. Er steht zum Gedenken an den im Bauernkrieg von 1653 hingerichteten Bauernführer, Christian Schybi. Weitere Denkmäler siehe auch unter Geschichte.

## Sonstiges
- Der Chrüzbode ist ein Pass zur Gemeinde Trub, wo im 18. Jahrhundert alljährlich ein Schwingwettkampf ausgetragen wurde.

## Einzelnachweise

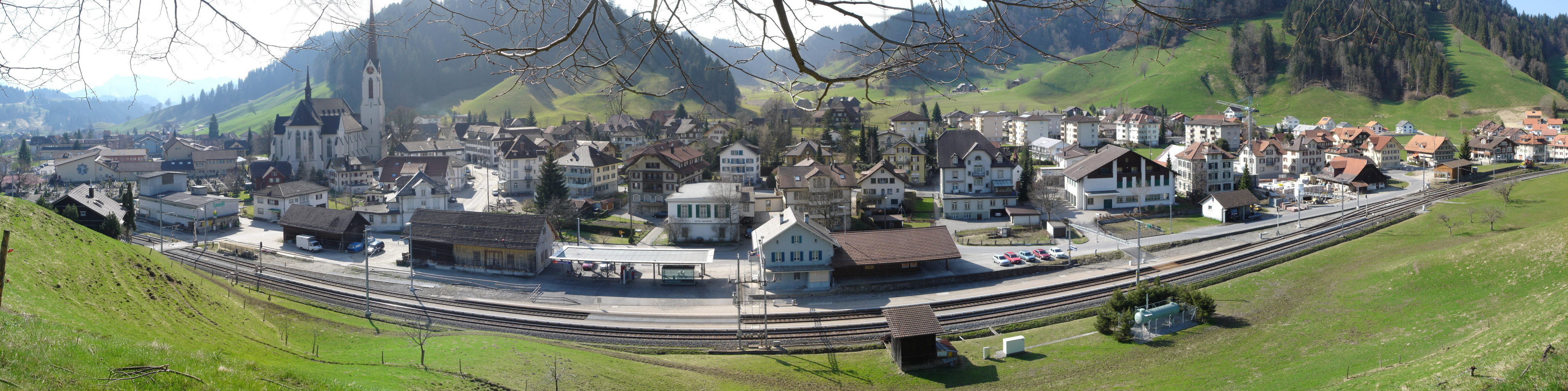
Panorama von Escholzmatt